# BanG Dream!의 음반 목록
다음은 일본의 미디어믹스 프로젝트 “BanG Dream!” 및 iOS · 안드로이드용 어플리케이션 게임 “뱅드림! 걸즈 밴드 파티!”의 음반 목록이다.

## 사운드트랙
| BanG Dream! OST (TVアニメ「BanG Dream!」オリジナル・サウンドトラック)                       | - 발매일: 2017년 4월 26일 - 레이블: 부시로드 뮤직 - 포맷: CD, 디지털 다운로드, 스트리밍 | 20 |
| BanG Dream! 2nd&3nd OST (アニメ「BanG Dream! 2nd＆3rd Season」オリジナル・サウンドトラック) | - 발매일: 2020년 4월 8일 - 레이블: 부시로드 뮤직 - 포맷: CD, 디지털 다운로드, 스트리밍  | 9  |

## 커버 음반
| 뱅드림! 걸즈 밴드 파티! 커버 컬렉션 Vol.1 (バンドリ！ ガールズバンドパーティ！ カバーコレクション Vol.1) | - 발매일: 2018년 6월 27일 - 레이블: 부시로드 뮤직 - 포맷: CD, 디지털 다운로드, 스트리밍  | 6 |
| 뱅드림! 걸즈 밴드 파티! 커버 컬렉션 Vol.2 (バンドリ！ ガールズバンドパーティ！ カバーコレクション Vol.2) | - 발매일: 2019년 3월 16일 - 레이블: 부시로드 뮤직 - 포맷: CD, 디지털 다운로드, 스트리밍  | 6 |
| 뱅드림! 걸즈 밴드 파티! 커버 컬렉션 Vol.3 (バンドリ！ ガールズバンドパーティ！ カバーコレクション Vol.3) | - 발매일: 2019년 12월 18일 - 레이블: 부시로드 뮤직 - 포맷: CD, 디지털 다운로드, 스트리밍 | 4 |
| 뱅드림! 걸즈 밴드 파티! 커버 컬렉션 Vol.4 (バンドリ！ ガールズバンドパーティ！ カバーコレクション Vol.4) | - 발매일: 2020년 5월 27일 - 레이블: 부시로드 뮤직 - 포맷: CD, 디지털 다운로드, 스트리밍  | 1 |
| 걸파 보카로 커버 컬렉션 (ガルパ ボカロカバーコレクション)                                                | - 발매일: 2020년 12월 16일 - 레이블: 부시로드 뮤직 - 포맷: CD, 디지털 다운로드, 스트리밍 |   |
| 뱅드림! 걸즈 밴드 파티! 커버 컬렉션 Vol.5 (バンドリ！ ガールズバンドパーティ！ カバーコレクション Vol.5) | - 발매일: 2021년 2월 24일 - 레이블: 부시로드 뮤직 - 포맷: CD, 디지털 다운로드, 스트리밍  |   |
| 뱅드림! 걸즈 밴드 파티! 커버 컬렉션 Vol.6 (バンドリ！ ガールズバンドパーティ！ カバーコレクション Vol.6) | - 발매일: 2021년 11월 10일 - 레이블: 부시로드 뮤직 - 포맷: CD, 디지털 다운로드, 스트리밍 |   |

## 싱글
| 피콧토! 파핏토!! 걸파☆피코!!! (ピコっと！パピっと!ガルパ☆ピコ!)     | - 발매일: 2018년 8월 22일 - 레이블: 부시로드 뮤직 - 포맷: CD, 디지털 다운로드, 스트리밍 | 15 |
| 곱빼기 한그릇! 걸파☆피코 (大盛り一丁！ガルパ☆ピコ)                  | - 발매일: 2020년 8월 12일 - 레이블: 부시로드 뮤직 - 포맷: CD, 디지털 다운로드, 스트리밍 | 13 |
| 솔로                                                                |                                                                                         |    |
| 두근두근 SING OUT! (토야마 카스미) (どきどきSING OUT!)              | - 발매일: 2017년 4월 5일 - 레이블: 부시로드 뮤직 - 포맷: CD, 디지털 다운로드, 스트리밍  | 22 |
| 하나조노 일렉 기타!!! (하나조노 타에) (花園電気ギター!)             | - 발매일: 2017년 6월 21일 - 레이블: 부시로드 뮤직 - 포맷: CD, 디지털 다운로드, 스트리밍 | 18 |
| 초콜릿의 저음 레시피(우시고메 리미) (チョコレイトの低音レシピ)      | - 발매일: 2017년 6월 21일 - 레이블: 부시로드 뮤직 - 포맷: CD, 디지털 다운로드, 스트리밍 | 20 |
| 멀어진 음악 ~하트비트~(야마부키 사아야) (遠い音楽 〜ハートビート〜) | - 발매일: 2017년 7월 26일 - 레이블: 부시로드 뮤직 - 포맷: CD, 디지털 다운로드, 스트리밍 | 22 |
| 조, 좋아하는 게 아니야!(이치가야 아리사) (す、好きなんかじゃない!)  | - 발매일: 2017년 7월 26일 - 레이블: 부시로드 뮤직 - 포맷: CD, 디지털 다운로드, 스트리밍 | 21 |
| 컬래버레이션                                                        |                                                                                         |    |
| NO GIRL NO CRY                                                      | - 발매일: 2019년 7월 31일 - 레이블: 부시로드 뮤직 - 포맷: CD, 디지털 다운로드, 스트리밍 | 18 |

## 영상 음반
| 제목                                               | 앨범 정보                                                                       |
| -------------------------------------------------- | ------------------------------------------------------------------------------- |
| BanG Dream! 6th☆LIVE                               | - 발매일: 2019년 11월 27일 - 레이블: 부시로드 뮤직 - 포맷: DVD, 블루레이 디스크 |
| TOKYO MX presents BanG Dream! 7th☆LIVE             | - 발매일: 2020년 2월 19일 - 레이블: 부시로드 뮤직 - 포맷: DVD, 블루레이 디스크  |
| Roselia×RAISE A SUILEN「Rausch und/and Craziness」 | - 발매일: 2020년 11월 18일 - 레이블: 부시로드 뮤직 - 포맷: DVD, 블루레이 디스크 |

## 디지털 및 기간 한정 음원
| 제목 | 날짜            |
| --- | --------------- |
| Twinkle, Twinkle, Little Star ~시작의 무대 Ver.~ (Twinkle, Twinkle, Little Star〜はじまりのステージVer.〜) | 2017년 4월 4일  |
| 퀸티플☆스마일 (クインティプル☆すまいる)                                                                    | 2018년 4월 16일 |
| 내 마음은 초코 소라빵 (私の心はチョココロネ)                                                               | 2018년 5월 2일  |
| 혼자가 아니니까 (ひとりじゃないんだから)                                                                   | 2018년 9월 24일 |
| NO GIRL NO CRY                                                                                             | 2019년 4월 19일 |
| White Afternoon                                                                                            | 2019년 12월 9일 |

## Poppin'Party

### 정규 음반
| Poppin'on!    | - 발매일: 2019년 1월 30일 - 레이블: 부시로드 뮤직 - 포맷: CD, 디지털 다운로드, 스트리밍 | 4 |
| Breakthrough! | - 발매일: 2020년 6월 24일 - 레이블: 부시로드 뮤직 - 포맷: CD, 디지털 다운로드, 스트리밍 |   |

### 영상 음반
| 제목                             | 앨범 정보                                                                 |
| -------------------------------- | ------------------------------------------------------------------------- |
| Poppin’Party 2015-2017 LIVE BEST | - 발매일: 2018년 5월 30일 - 레이블: 부시로드 뮤직 - 포맷: 블루레이 디스크 |

### 싱글
| Yes! BanG_Dream!                                                                     | - 발매일: 2015년 10월 11일 - 레이블: 부시로드 뮤직 - 포맷: CD, 디지털 다운로드, 스트리밍 | 52 |
| STAR BEAT! ~별의 고동 소리~ (STAR BEAT!〜ホシノコドウ〜)                             | - 발매일: 2016년 8월 3일 - 레이블: 부시로드 뮤직 - 포맷: CD, 디지털 다운로드, 스트리밍   | 27 |
| 이제 막 달리기 시작한 너에게/티어 드롭스 (走り始めたばかりのキミに/ティアドロップス) | - 발매일: 2016년 12월 7일 - 레이블: 부시로드 뮤직 - 포맷: CD, 디지털 다운로드, 스트리밍  | 10 |
| 두근두근 익스피리언스! (ときめきエクスペリエンス!)                                   | - 발매일: 2017년 2월 1일 - 레이블: 부시로드 뮤직 - 포맷: CD, 디지털 다운로드, 스트리밍   | 12 |
| 반짝임이나 꿈이나 ~Sing Girls~ (キラキラだとか夢だとか 〜Sing Girls〜)               | - 발매일: 2017년 2월 15일 - 레이블: 부시로드 뮤직 - 포맷: CD, 디지털 다운로드, 스트리밍  | 11 |
| 앞으로 나아가자!/꿈꾸는 Sunflower (前へススメ!/夢みるSunflower)                      | - 발매일: 2020년 6월 24일 - 레이블: 부시로드 뮤직 - 포맷: CD, 디지털 다운로드, 스트리밍  | 12 |
| Time Lapse                                                                           | - 발매일: 2017년 9월 20일 - 레이블: 부시로드 뮤직 - 포맷: CD, 디지털 다운로드, 스트리밍  | 6  |
| 크리스마스의 노래 (クリスマスのうた)                                                 | - 발매일: 2017년 12월 13일 - 레이블: 부시로드 뮤직 - 포맷: CD, 디지털 다운로드, 스트리밍 | 16 |
| CiRCLING                                                                             | - 발매일: 2018년 3월 21일 - 레이블: 부시로드 뮤직 - 포맷: CD, 디지털 다운로드, 스트리밍  | 7  |
| 쌍무지개 (더블 레인보우)/최고! (자, 가자!) (二重の虹/最高！)                         | - 발매일: 2018년 7월 11일 - 레이블: 부시로드 뮤직 - 포맷: CD, 디지털 다운로드, 스트리밍  | 4  |
| 걸즈 코드 (ガールズコード)                                                           | - 발매일: 2018년 10월 3일 - 레이블: 부시로드 뮤직 - 포맷: CD, 디지털 다운로드, 스트리밍  | 5  |
| 인연 뮤직♪ (キズナミュージック♪)                                                     | - 발매일: 2018년 12월 12일 - 레이블: 부시로드 뮤직 - 포맷: CD, 디지털 다운로드, 스트리밍 | 4  |
| Jumpin'                                                                              | - 발매일: 2019년 2월 20일 - 레이블: 부시로드 뮤직 - 포맷: CD, 디지털 다운로드, 스트리밍  | 6  |
| Dreamers Go!/Returns                                                                 | - 발매일: 2019년 5월 15일 - 레이블: 부시로드 뮤직 - 포맷: CD, 디지털 다운로드, 스트리밍  | 4  |
| 이니셜/꿈을 꿰뚫는 순간에! (イニシャル/夢を撃ち抜く瞬間に！)                         | - 발매일: 2020년 1월 8일 - 레이블: 부시로드 뮤직 - 포맷: CD, 디지털 다운로드, 스트리밍   | 1  |
| Photograph                                                                           | - 발매일: 2021년 1월 6일 - 레이블: 부시로드 뮤직 - 포맷: CD, 디지털 다운로드, 스트리밍   | 1  |
| Live Beyond!!                                                                        | - 발매일: 2021년 8월 18일 - 레이블: 부시로드 뮤직 - 포맷: CD, 디지털 다운로드, 스트리밍  |    |

## Roselia

### 정규 음반
| Anfang | - 발매일: 2018년 5월 2일 - 레이블: 부시로드 뮤직 - 포맷: CD, 디지털 다운로드, 스트리밍  | 2 |
| Wahl   | - 발매일: 2020년 7월 15일 - 레이블: 부시로드 뮤직 - 포맷: CD, 디지털 다운로드, 스트리밍 | 3 |

### EP
| 극장판「BanG Dream! Episode of Roselia」Theme Songs Collection (劇場版「BanG Dream! Episode of Roselia」Theme Songs Collection) | - 발매일: 2021년 6월 30일 - 레이블: 부시로드 뮤직 - 포맷: CD, 디지털 다운로드, 스트리밍 |  |

### 영상 음반
| 제목                                | 앨범 정보                                                                 |
| ----------------------------------- | ------------------------------------------------------------------------- |
| Roselia 2017-2018 LIVE BEST -Soweit | - 발매일: 2019년 11월 6일 - 레이블: 부시로드 뮤직 - 포맷: 블루레이 디스크 |

### 싱글
| BLACK SHOUT                      | - 발매일: 2017년 4월 19일 - 레이블: 부시로드 뮤직 - 포맷: CD, 디지털 다운로드, 스트리밍  | 7 |
| Re:birth day                     | - 발매일: 2017년 6월 28일 - 레이블: 부시로드 뮤직 - 포맷: CD, 디지털 다운로드, 스트리밍  | 9 |
| 열색 스타마인 (熱色スターマイン) | - 발매일: 2017년 8월 30일 - 레이블: 부시로드 뮤직 - 포맷: CD, 디지털 다운로드, 스트리밍  | 7 |
| ONENESS                          | - 발매일: 2017년 11월 29일 - 레이블: 부시로드 뮤직 - 포맷: CD, 디지털 다운로드, 스트리밍 | 8 |
| Opera of the wasteland           | - 발매일: 2018년 3월 21일 - 레이블: 부시로드 뮤직 - 포맷: CD, 디지털 다운로드, 스트리밍  | 5 |
| R                                | - 발매일: 2018년 7월 25일 - 레이블: 부시로드 뮤직 - 포맷: CD, 디지털 다운로드, 스트리밍  | 3 |
| BRAVE JEWEL                      | - 발매일: 2018년 12월 12일 - 레이블: 부시로드 뮤직 - 포맷: CD, 디지털 다운로드, 스트리밍 | 3 |
| Safe and Sound                   | - 발매일: 2019년 2월 20일 - 레이블: 부시로드 뮤직 - 포맷: CD, 디지털 다운로드, 스트리밍  | 3 |
| FIRE BIRD                        | - 발매일: 2019년 7월 24일 - 레이블: 부시로드 뮤직 - 포맷: CD, 디지털 다운로드, 스트리밍  | 5 |
| 약속 (約束)                      | - 발매일: 2020년 1월 15일 - 레이블: 부시로드 뮤직 - 포맷: CD, 디지털 다운로드, 스트리밍  | 5 |
| ZEAL of proud                    | - 발매일: 2021년 1월 20일 - 레이블: 부시로드 뮤직 - 포맷: CD, 디지털 다운로드, 스트리밍  |   |

## Afterglow

### 정규 음반
| ONE OF US | - 발매일: 2021년 3월 24일 - 레이블: 부시로드 뮤직 - 포맷: CD, 디지털 다운로드, 스트리밍 |

### 싱글
| That Is How I Roll!                                       | - 발매일: 2017년 9월 6일 - 레이블: 부시로드 뮤직 - 포맷: CD, 디지털 다운로드, 스트리밍   | 18 |
| Hey-day 광상곡 (카프리치오) (Hey-day狂騒曲（カプリチオ）) | - 발매일: 2018년 1월 31일 - 레이블: 부시로드 뮤직 - 포맷: CD, 디지털 다운로드, 스트리밍  | 7  |
| 이어진 하늘 모양 (ツナグ、ソラモヨウ)                     | - 발매일: 2018년 10월 31일 - 레이블: 부시로드 뮤직 - 포맷: CD, 디지털 다운로드, 스트리밍 | 8  |
| Y.O.L.O!!!!!                                              | - 발매일: 2019년 2월 20일 - 레이블: 부시로드 뮤직 - 포맷: CD, 디지털 다운로드, 스트리밍  | 8  |
| ON YOUR MARK                                              | - 발매일: 2019년 10월 23일 - 레이블: 부시로드 뮤직 - 포맷: CD, 디지털 다운로드, 스트리밍 | 6  |
| Easy come, Easy go!                                       | - 발매일: 2020년 3월 11일 - 레이블: 부시로드 뮤직 - 포맷: CD, 디지털 다운로드, 스트리밍  | 7  |
| Sasanqua                                                  | - 발매일: 2020년 10월 28일 - 레이블: 부시로드 뮤직 - 포맷: CD, 디지털 다운로드, 스트리밍 | 7  |

## Pastel*Palettes

### 정규 음반
| TITLE IDOL | - 발매일: 2021년 5월 19일 - 레이블: 부시로드 뮤직 - 포맷: CD, 디지털 다운로드, 스트리밍 |  |

### 싱글
| 슈와링☆드리~밍 (しゅわりん☆どり〜みん)                | - 발매일: 2017년 7월 12일 - 레이블: 부시로드 뮤직 - 포맷: CD, 디지털 다운로드, 스트리밍 | 4  |
| 흔들·흔들 Ring-Dong-Dance (ゆら・ゆらRing-Dong-Dance) | - 발매일: 2018년 1월 17일 - 레이블: 부시로드 뮤직 - 포맷: CD, 디지털 다운로드, 스트리밍 | 7  |
| 다시 한번 루미너스 (もういちど ルミナス)              | - 발매일: 2018년 8월 8일 - 레이블: 부시로드 뮤직 - 포맷: CD, 디지털 다운로드, 스트리밍  | 11 |
| 천하통일 A to Z☆ (天下卜ーイツA to Z☆)                | - 발매일: 2019년 2월 20일 - 레이블: 부시로드 뮤직 - 포맷: CD, 디지털 다운로드, 스트리밍 | 7  |
| 큐~마이＊flower (きゅ～まい＊flower)                  | - 발매일: 2019년 9월 18일 - 레이블: 부시로드 뮤직 - 포맷: CD, 디지털 다운로드, 스트리밍 | 6  |
| 두근두근 meets 트립 (ワクワクmeetsトリップ)           | - 발매일: 2020년 3월 4일 - 레이블: 부시로드 뮤직 - 포맷: CD, 디지털 다운로드, 스트리밍  | 12 |
| 꿈꿈 그라데이션 (ゆめゆめグラデーション)              | - 발매일: 2020년 9월 30일 - 레이블: 부시로드 뮤직 - 포맷: CD, 디지털 다운로드, 스트리밍 | 13 |

## 헬로, 해피 월드!

### 정규 음반
| 싱글벙글 커넥트! (にこにこねくと！) | - 발매일: 2021년 7월 14일 - 레이블: 부시로드 뮤직 - 포맷: CD, 디지털 다운로드, 스트리밍 |

### 싱글
| 미소의 오케스트라! (えがおのオーケストラっ!)                       | - 발매일: 2017년 8월 2일 - 레이블: 부시로드 뮤직 - 포맷: CD, 디지털 다운로드, 스트리밍   | 9  |
| 호화! 호쾌!? 팬텀 시프! (ゴーカ!ごーかい!?ファントムシーフ!)       | - 발매일: 2018년 2월 14일 - 레이블: 부시로드 뮤직 - 포맷: CD, 디지털 다운로드, 스트리밍  | 12 |
| 네가 꼭 필요해! (キミがいなくちゃっ!)                              | - 발매일: 2018년 12월 5일 - 레이블: 부시로드 뮤직 - 포맷: CD, 디지털 다운로드, 스트리밍  | 8  |
| 하이파이브∞어드벤쳐 (ハイファイブ∞あどべんちゃっ)                  | - 발매일: 2019년 2월 20일 - 레이블: 부시로드 뮤직 - 포맷: CD, 디지털 다운로드, 스트리밍  | 9  |
| 웃는 얼굴 싱·어·송 (えがお・シング・あ・ソング)                    | - 발매일: 2019년 8월 21일 - 레이블: 부시로드 뮤직 - 포맷: CD, 디지털 다운로드, 스트리밍  | 10 |
| 싱글×벙글=하이퍼 스마일 파워! (にこ×にこ＝ハイパースマイルパワー!) | - 발매일: 2020년 3월 18일 - 레이블: 부시로드 뮤직 - 포맷: CD, 디지털 다운로드, 스트리밍  | 8  |
| We Can☆플레이 플레이! (うぃーきゃん☆フレフレっ！)                  | - 발매일: 2020년 11월 25일 - 레이블: 부시로드 뮤직 - 포맷: CD, 디지털 다운로드, 스트리밍 | 15 |

## RAISE A SUILEN

### 정규 음반
| ERA | - 발매일: 2020년 8월 19일 - 레이블: 부시로드 뮤직 - 포맷: CD, 디지털 다운로드, 스트리밍 |  |

### 라이브 음반
| THE THIRD (임시) 1st 라이브 (THE THIRD（仮）1st ライブ) | - 발매일: 2018년 9월 26일 - 레이블: 부시로드 뮤직 - 포맷: CD, 디지털 다운로드, 스트리밍 | 17 |

### 싱글
| R・I・O・T           | - 발매일: 2018년 12월 12일 - 레이블: 부시로드 뮤직 - 포맷: CD, 디지털 다운로드, 스트리밍 | 6  |
| A DECLARATION OF ××× | - 발매일: 2019년 2월 20일 - 레이블: 부시로드 뮤직 - 포맷: CD, 디지털 다운로드, 스트리밍  | 10 |
| Invincible Fighter   | - 발매일: 2019년 6월 19일 - 레이블: 부시로드 뮤직 - 포맷: CD, 디지털 다운로드, 스트리밍  | 7  |
| DRIVE US CRAZY       | - 발매일: 2020년 1월 22일 - 레이블: 부시로드 뮤직 - 포맷: CD, 디지털 다운로드, 스트리밍  | 5  |
| Sacred world         | - 발매일: 2020년 10월 21일 - 레이블: 부시로드 뮤직 - 포맷: CD, 디지털 다운로드, 스트리밍 |    |
| mind of prominence   | - 발매일: 2021년 1월 27일 - 레이블: 부시로드 뮤직 - 포맷: CD, 디지털 다운로드, 스트리밍  |    |

## Morfonica

### 싱글
| Daylight -데이라이트 (Daylight -デイライト) | - 발매일: 2020년 5월 27일 - 레이블: 부시로드 뮤직 - 포맷: CD, 디지털 다운로드, 스트리밍 | 2 |
| 블룸블룸 (ブルームブルーム)                 | - 발매일: 2021년 1월 13일 - 레이블: 부시로드 뮤직 - 포맷: CD, 디지털 다운로드, 스트리밍 |   |
| 하모니 데이 (ハーモニー・デイ)              | - 발매일: 2021년 10월 6일 - 레이블: 부시로드 뮤직 - 포맷: CD, 디지털 다운로드, 스트리밍 |   |

## Glitter*Green

### 싱글
| Don't be afraid! | - 발매일: 2018년 11월 21일 - 레이블: 부시로드 뮤직 - 포맷: CD, 디지털 다운로드, 스트리밍 | 11 |